# حیات وحش کنیا

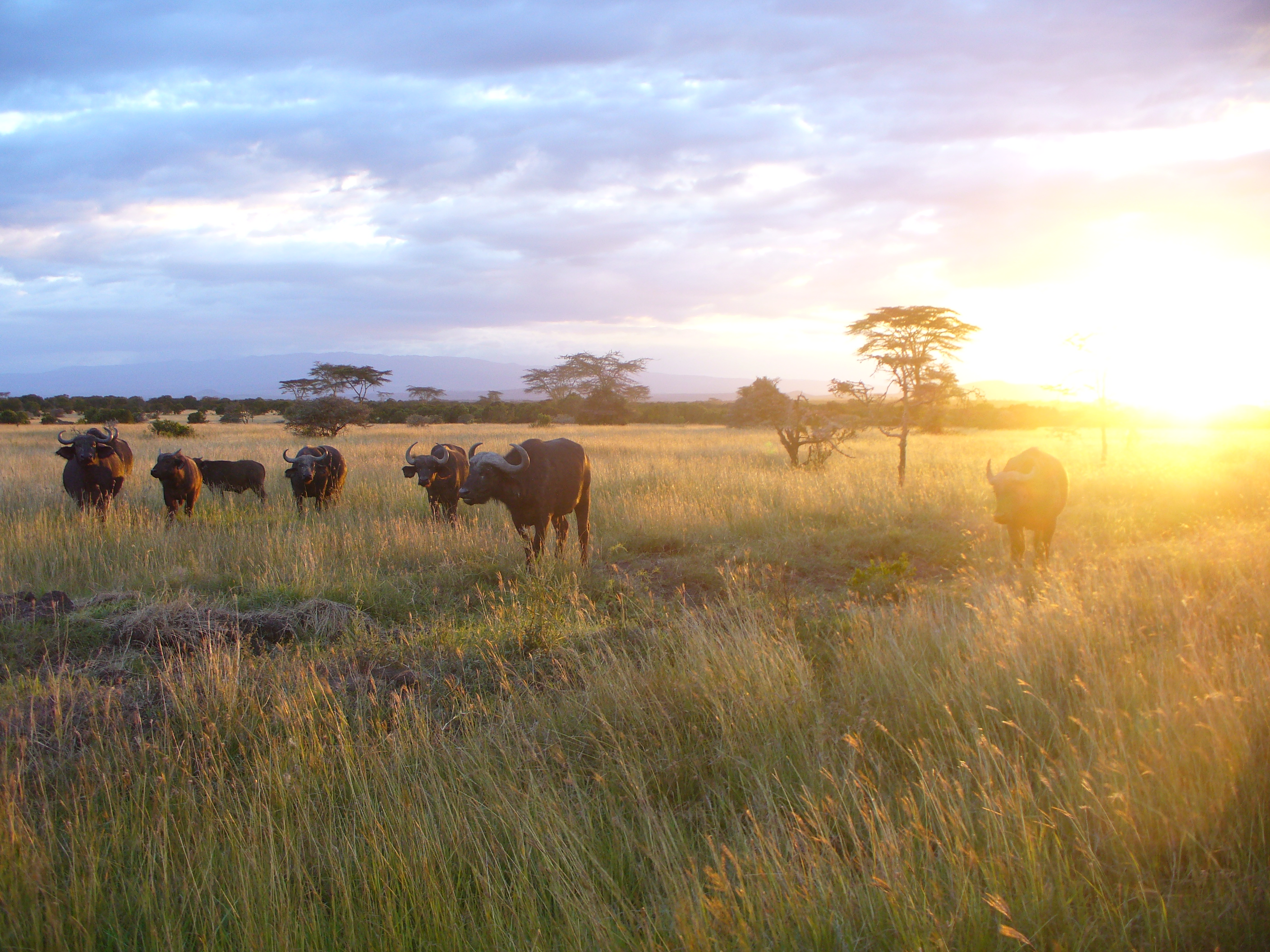
یک گله گاومیش آفریقایی در کنیا

حیات وحش کنیا اشاره به زیاگان این کشور دارد. تنوع حیات وحش کنیا باعث شده است که شهرت بین‌المللی داشته باشد؛ به ویژه برای جمعیت‌های پستانداران بزرگ. گونه‌های پستاندار شامل شیر، یوزپلنگ، اسب آبی، گاومیش آفریقایی، کل یالدار، فیل بیشه آفریقایی، گورخر، زرافه و کرگدن هستند. کنیا جمعیت بسیار متنوعی از پرندگان شامل فلامینگو و شترمرغ معمولی دارد.
کنیا یکی از ده کشور دارای بیشترین تنوع زیستی در دنیا می‌باشد و ۲۵۰۰۰ گونه جانور، ۷۰۰۰ گونه گیاه و ۲۰۰۰ گونه قارچ را در خود جای داده است که در اکوسیستم‌های گوناگونی مانند گرم‌دشت و جنگل‌های سرسبز زیست می‌کنند. کنیا همچنین ۴۶۷ دریاچه و تالاب دارد که جانداران وحشی گوناگونی را در خود جای داده‌اند.